# سوپرکوپا لیبرتادورس
سوپرکوپا لیبرتادورس (به اسپانیایی: Supercopa Libertadores)، که همچنین با نام‌های سوپرکوپا سودامریکانا، سوپرکوپا لیبرتادورس ژائو هاولانژ، سوپرکوپا ژائو هاولانژ یا به سادگی سوپرکوپا شناخته می‌شود، یک رقابت باشگاهی فوتبال بود که سالانه از سال ۱۹۸۸ تا ۱۹۹۷ بین تیم‌های با سابقه قهرمانی در جام لیبرتادورس برگزار می‌شد. این رقابت‌ها یکی از چندین مسابقات باشگاهی در آمریکای جنوبی بود که توسط کونمبول سازماندهی می‌شد.
در سال ۱۹۹۷ این رقابت‌ها متوقف شد تا جای خود را به کوپا مرکوسور و کوپا مرکونورته که از سال ۱۹۹۸ آغاز شدند، بدهد. پیش از لغو شدن، این مسابقات به عنوان دومین رقابت باشگاهی معتبر آمریکای جنوبی از بین سه تورنمنت بزرگ، پایین‌تر از جام لیبرتادورس و بالاتر از کوپا کونمبول در نظر گرفته می‌شد. در آن زمان، برنده این مسابقات با برنده جام لیبرتادورس در رکوپا سودامریکانا بازی می‌کرد. اما از زمان لغو سوپرکوپا، این مسابقه بین برنده جام لیبرتادورس و برنده جام سودامریکانا برگزار می‌شود.

## فهرست قهرمانان
| سال  | قهرمان       |
| ---- | ------------ |
| ۱۹۸۸ | راسینگ       |
| ۱۹۸۹ | بوکا جونیورز |
| ۱۹۹۰ | الیمپیا      |
| ۱۹۹۱ | کروزیرو      |
| ۱۹۹۲ | کروزیرو      |
| ۱۹۹۳ | سائوپائولو   |
| ۱۹۹۴ | ایندپندینته  |
| ۱۹۹۵ | ایندپندینته  |
| ۱۹۹۶ | ولز سارسفیلد |
| ۱۹۹۷ | ریورپلاته    |

### عملکرد براساس کشورها
| کشور     | قهرمان |
| -------- | ------ |
| آرژانتین | ۶      |
| برزیل    | ۳      |
| پاراگوئه | ۱      |